# Potomac Ave (metrostation)
Potomac Ave (Potomac Avenue) is een metrostation aan de Silver, Blue en Orange Line van de metro van Washington.

## Externe link

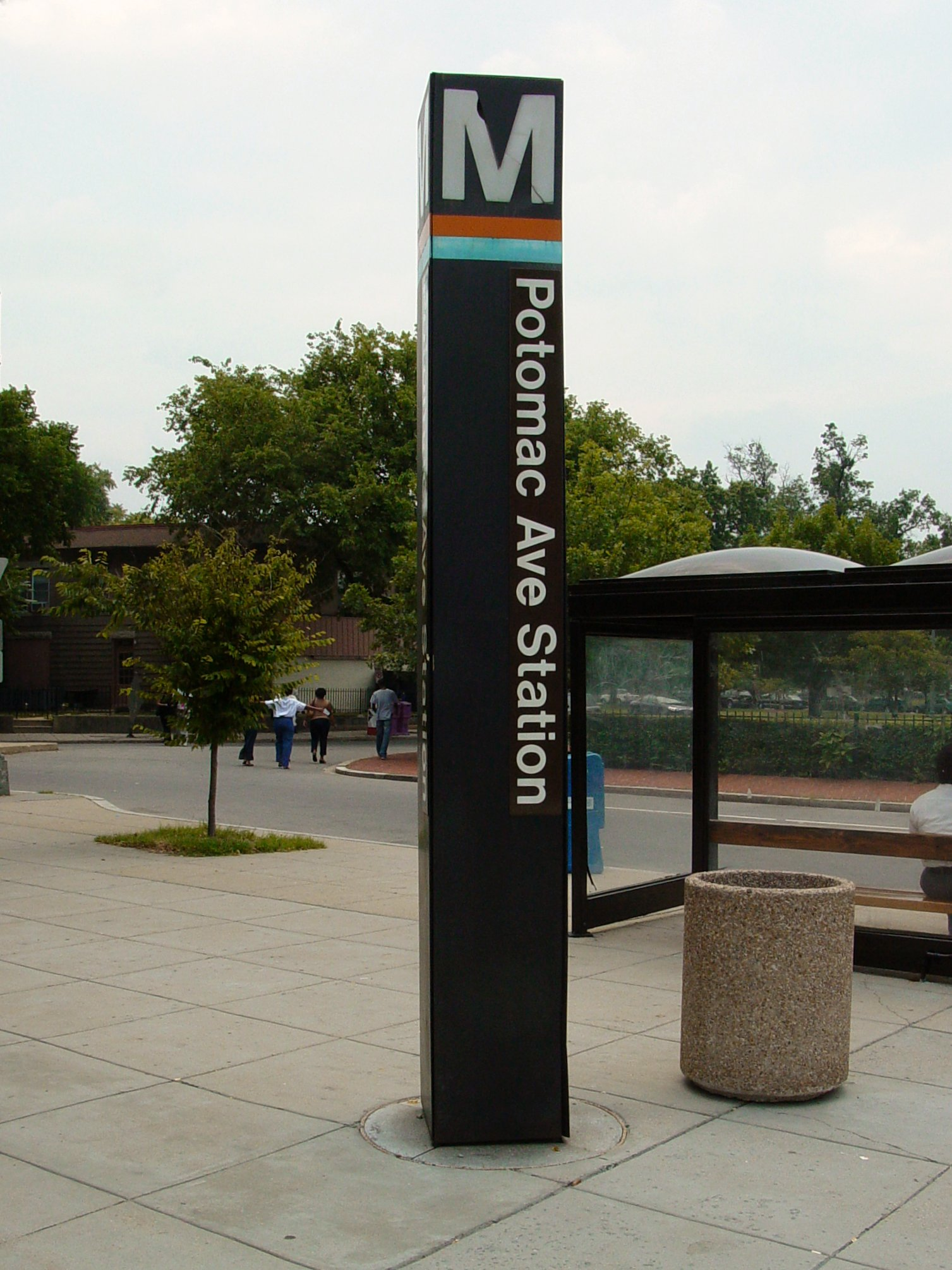
Stationsingang

## Nabije omgeving
- Congressional Cemetery